# Стаб (распределённые вычисления)
Под стабом в распределённых вычислениях понимается фрагмент программного кода, используемый для конвертации параметров, передаваемых при помощи удаленных вызовов процедур (RPC).
Главная идея RPC заключается в предоставлении возможности локальному компьютеру (клиенту) удалённо вызывать процедуры на другом компьютере (сервере). Клиент и сервер используют различные адресные пространства, что вызывает необходимость конвертации параметров, используемых при вызове процедуры (функции), иначе значения этих параметров нельзя будет использовать, так как указатели на участки компьютерной памяти используют различный формат данных на разных компьютерах. Стабы используются для выполнения преобразования параметров, чтобы удалённый вызов процедуры для другого компьютера выглядел как вызов локальной процедуры.
Необходимо установить библиотеки стабов на клиентскую и серверную стабов. Клиентский стаб отвечает за конвертацию параметров, используемых при вызове процедуры (функции), и обратную конвертацию ответов, переданных сервером после выполнения процедуры (функции). Серверный стаб выполняет деконвертацию параметров, переданных клиентской частью, и конвертацию ответа после выполнения процедуры (функции).

## Дополнительные материалы
- Вызов удалённых процедур (RPC)